# Kamenka (Odry)

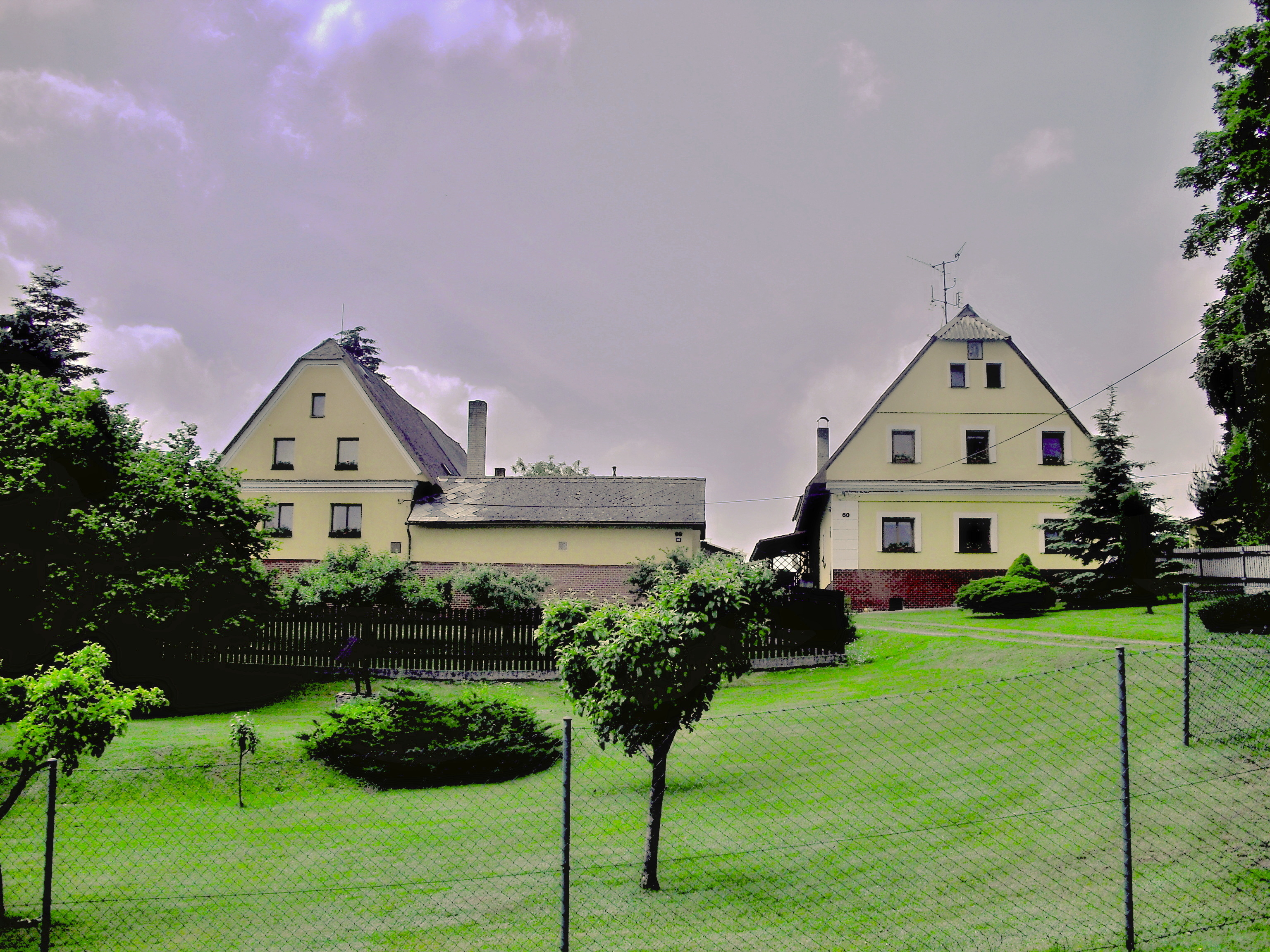
Bauernhof im südlichen Teil des Dorfes

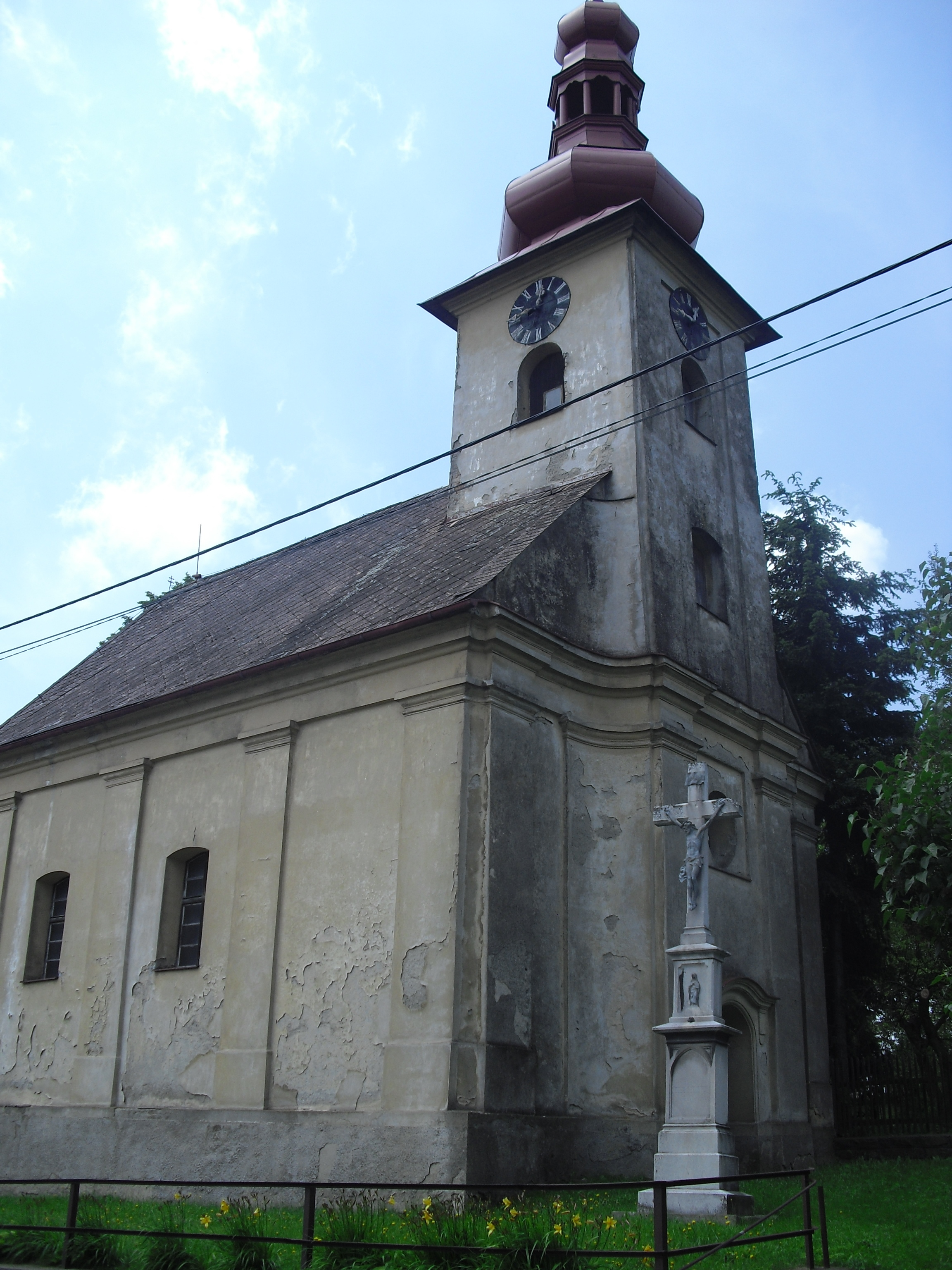
Kirche der hl. Dreifaltigkeit

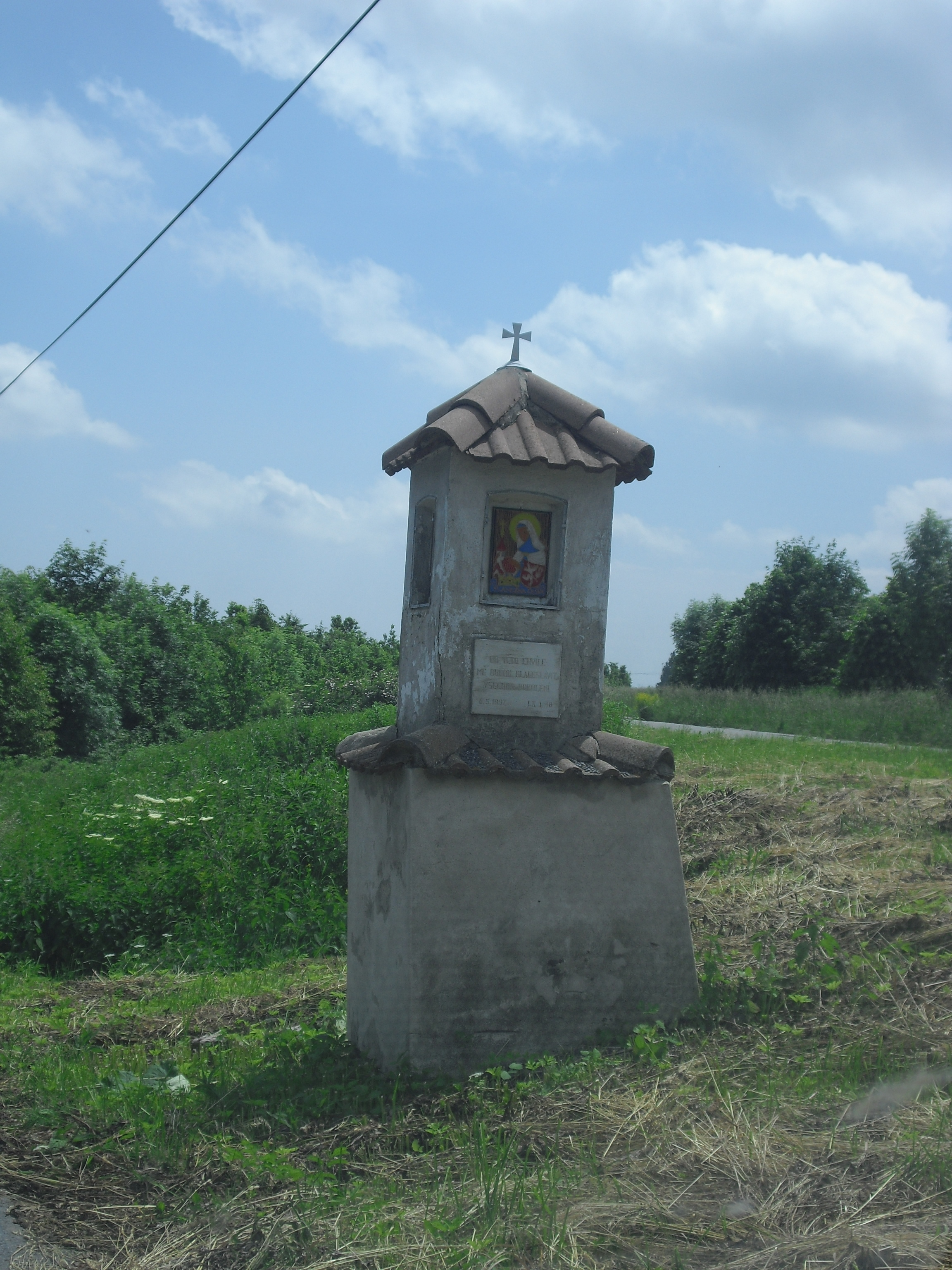
Bildstock am Abzweig nach Véska

Kamenka (deutsch Kamitz) ist ein Ortsteil der Stadt Odry in Tschechien. Er liegt acht Kilometer nördlich von Odry und gehört zum Okres Nový Jičín.

## Geographie
Kamenka befindet sich auf einer Hochfläche der Vítkovská vrchovina (Wigstadtler Bergland) und erstreckt sich am Oberlauf des Kamenný potok (Kamitzer Bach). Nordwestlich erhebt sich der U Větřáku (Windmühlberg, 560 m n.m.). Gegen Westen liegt  das Tal der Čermná (Czerwenka), durch das die Staatsstraße II/442 zwischen Vítkov und Odry sowie die Bahnstrecke  Suchdol nad Odrou–Budišov nad Budišovkou verlaufen. Das Dorf liegt im Naturpark Oderské vrchy.
Nachbarorte sind Prostřední Dvůr und Nové Vrbno im Norden, Jančí und Dolejší Kunčice im Nordosten, Hůby im Osten, Slezské Vlkovice und Véska im Südosten, Heřmanice u Oder und Jakubčovice nad Odrou im Süden, Heřmánky und Klokočůvek im Südwesten, Klokočov im Westen sowie Dolní Ves und Vítkov im Nordwesten.

## Geschichte
Die erste urkundliche Erwähnung von Kamenka erfolgte 1362 als Teil der Herrschaft Odry. Der Ort wurde wahrscheinlich in der ersten Hälfte des 13. Jahrhunderts gegründet und bestand ursprünglich aus den Waldhufendörfern Velká Kamenka und Malá Kamenka, die im Laufe der Zeit zusammenwuchsen. Im Jahre 1604 schlossen sich die Bewohner von Kamitz der Beschwerde der Untertanen der gesamten Herrschaft gegen die von Grundherrn Jan Bohuš von Zwole eingeführte neue Robot auf dem Kamitzer Meierhof an. 1668 wurde als Dank für die Errettung vor der Pest eine hölzerne Kapelle errichtet. Das älteste Ortssiegel stammt von 1717, es zeigt eine aufrecht stehende Schippe zwischen zwei Palmzweigen. Auf der Höhe nordwestlich des Dorfes entstand 1801 eine Windmühle. 1828 wurde die steinerne Kapelle der hl. Dreifaltigkeit gebaut.
Im Jahre 1834 bestand das Dorf Kamitz aus 77 in drei Gassen gereihten, größtenteils hölzernen Häusern, in denen 616 deutschsprachige Personen lebten. Haupterwerbsquelle war der wegen des steinigen Bodens wenig ertragreiche Ackerbau, zum Dorf gehörten 649 Joch herrschaftliche Wälder. Im Ort gab es eine Kapelle und eine Schule. Pfarrort war Dörfel. Bis zur Mitte des 19. Jahrhunderts blieb Kamitz der Minderherrschaft Oderau untertänig.
Nach der Aufhebung der Patrimonialherrschaften bildete Kamitz / Kaménka ab 1849 eine Gemeinde im Gerichtsbezirk Odrau. Ab 1869 gehörte Kamitz zum Bezirk Troppau. Zu dieser Zeit hatte das Dorf 574 Einwohner und bestand aus 83 Häusern. In den Jahren 1881–1882 wurde die Bezirksstraße von Odrau über Kamitz nach Wigstadtl gebaut. Die Gründung der Freiwilligen Feuerwehr erfolgte 1883. 1893 wurde ein neues Schulhaus für die einklassige Volksschule errichtet, das 1907 für den zweiklassigen Unterricht aufgestockt wurde. Im Jahre 1900 lebten in Kamitz 563 Personen; 1910 waren es 547. Der tschechische Ortsname Kaménka wurde 1920 in Kamenka abgeändert. Beim Zensus von 1921 lebten in den 85 Häusern der Gemeinde 529 Menschen, darunter 525 Deutsche und 3 Tschechen. 1924 wanderten zwei junge Männer nach Argentinien aus. Im Jahre 1930 bestand Kamitz aus 91 Häusern und hatte 578 Einwohner; 1939 waren es 579. Die Elektrifizierung des Ortes wurde 1936 abgeschlossen. Am 8. August 1937 wurde ein Freibad eröffnet. Nach dem Münchner Abkommen wurde die Gemeinde 1938 dem Deutschen Reich zugesprochen und gehörte bis 1945 zum Landkreis Neu Titschein. Nach dem Ende des Zweiten Weltkrieges kam Kamenka zur Tschechoslowakei zurück, die meisten der deutschsprachigen Bewohner wurden 1946 vertrieben und das Dorf neu besiedelt. 1949 wurde Kamenka dem neu gebildeten Okres Vítkov zugeordnet, der bei der Gebietsreform von 1960 wieder aufgehoben wurde. Im Jahre 1950 hatte das Dorf nur noch 245 Einwohner. Ab 1961 gehörte Kamenka wieder zum Okres Nový Jičín. Mit Beginn des Jahres 1976 erfolgte die Eingemeindung nach Heřmanice u Oder, seit Anfang 1979 ist Kamenka ein Ortsteil von Odry. Beim Zensus von 2001 lebten in den 67 Häusern von Kamenka 205 Personen. Im Jahre 2017 hatte der Ortsteil 166 Einwohner.

## Ortsgliederung
Der Ortsteil bildet einen Katastralbezirk, der zusammen mit Klokočůvek vom übrigen Gemeindegebiet abgetrennt ist.

## Sehenswürdigkeiten
- Kirche der hl. Dreifaltigkeit, erbaut 1828. Das Kirchendach wurde 1938 erneuert.
- Gedenkstein für die Opfer des Zweiten Weltkrieges, enthüllt 1946
- Mehrere Flurkreuze und Bildstöcke, sechs dieser Objekte wurden in den Jahren 1995–1996 restauriert
- Naturdenkmal Na Čermence, westlich des Dorfes, die dortigen alten Buchenstämme dienen zahlreichen Vogelarten als natürlicher Nistplatz
- 800-jährige Eibe im Garten des Hauses Nr. 46, Baumdenkmal
- Geschützter Bergahorn, in den Feldern nördlich des U Větřáku

## Söhne und Töchter des Ortes
- Mikuláš Albrecht z Kamenky, der Übersetzer eines Teils des Alten Testaments der Kralitzer Bibel stammt mit hoher Wahrscheinlichkeit aus Kamenka